# Nils Grandelius
Nils Grandelius, född 3 juni 1993, är en svensk schackspelare och stormästare. Han är i dagsläget den högst rankade spelaren från Sverige.

## Juniorkarriär
Grandelius började spela schack när han var fem år gammal tillsammans med sin morfar. Han gick med i den lokala schackklubben Bara Bönder där han tränade i Södra Sandby med Claes-Peter Haväng och Roland Thapper, två engagerade ungdomsledare i schack. Inför schacksäsongen 2008/2009 bytte Grandelius till Lunds akademiska schackklubb (LASK) som då spelade i elitserien. Från våren 2015 gick han över till Eksjö schackklubb.

### Vinster
Som 14-åring vann Grandelius junior-SM i schack 2007, och blev därmed kvalificerad att spela i SM-gruppen 2008, där han slutade på sjunde plats. Efter flera försök blev han 2015 svensk mästare i schack vid SM i Sunne, efter särspel mot Emanuel Berg. Dessförinnan hade hans resultat i SM-gruppen varierat. År 2009 och 2010 slutade han fyra i SM. År 2011 och 2012 slutade han femma. År 2013 slutade han tvåa efter särspel mot Hans Tikkanen. År 2014 kom han på åttonde plats i SM.

### Internationellt spel

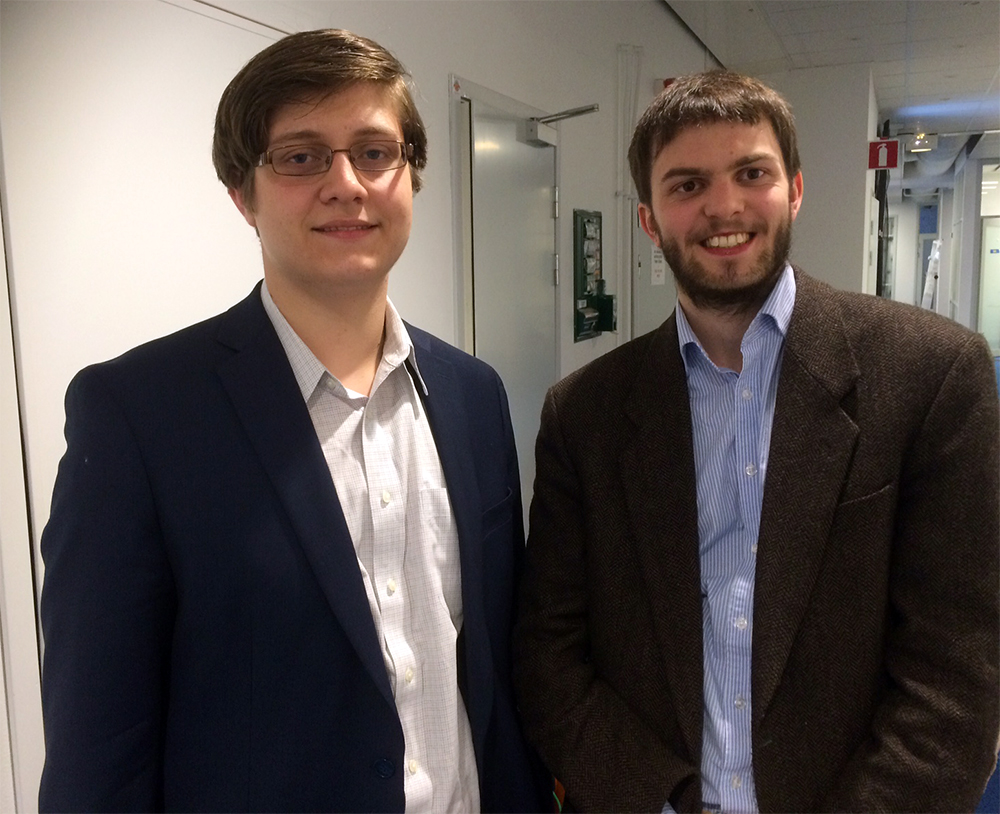
Sam Sevian & Nils Grandelius efter Schackduellen i Expressen TV den 5 januari 2016.

Grandelius har spelat i en rad internationella tävlingar och han tog sina inteckningar i den internationella mästartiteln i BMS/TSF International Junior Open 2007, Olomouc Chess Summer 2007 – GM A och XXIVème OPEN de Cappelle la Grande – 2008. Han tog sina tre inteckningar i stormästartiteln i Olomouc Chess Summer 2008 – GM A, Olomouc Chess Summer 2009 – Valoz Cup turnaj GM – A och Bosna 2010 och han tilldelades stormästartiteln sommaren 2010.
Under hösten 2010 blev Grandelius bäste poängplockare i det svenska laget i schack-OS. Nils Grandelius vann Abu Dhabi masters 2015, förstapriset gav honom 12 000 dollar.
I januari 2016 besegrade Nils Grandelius det amerikanska schacklöftet Sam Sevian i en schackduell i Expressen-TV.  Kvalet till Altibox Norway Chess i mars 2016 blev en stor framgång för Nils Grandelius. I kamp med de norska stormästarna Aryan Tari och Jon Ludvig Hammer, samt regerande världsmästarinnan Yifan Hou, Kina, gick Grandelius segrande ur striden och fick den tionde och sista biljetten till superturneringen Altibox Norway Chess. Nils Grandelius slutade på tionde och sista plats i Altibox Norway Chess med 2.5 poäng på 9 partier.
Nils Grandelius kom tvåa i schack-SM i Uppsala 16–24 juli 2016. Med sina 2643 i ELO-rating var han högst rankad i SM-gruppen som bytt namn till Sverigemästarklassen i samarbete med Erik Penser.
Han har tidigare tränats av den internationelle mästaren IM Emil Hermansson. Sedan 2013 tränas han av Evgenij Agrest.